# Košutica (Leposavić)
Pour les articles homonymes, voir Košutica.
Košutica en serbe latin et Koshuticë en albanais (en serbe cyrillique : Кошутица) est une localité du Kosovo située dans la commune/municipalité de Leposavić/Leposaviq, district de Mitrovicë/Kosovska Mitrovica. Selon des estimations de 2009 comptabilisées pour le recensement kosovar de 2011, elle compte 111 habitants, dont une majorité de Serbes.

## Géographie
Košutica/Koshuticë est située à 18 km au nord de Leposavić/Leposaviq, sur la rive gauche de la rivière Ibar. Le village fait partie de la communauté locale de Bistrica/Bistricë.

## Démographie

### Évolution historique de la population dans la localité
| 1948 | 1953 | 1961 | 1971 | 1981 | 1991 | 2009 |
| ---- | ---- | ---- | ---- | ---- | ---- | ---- |
| 98   | 104  | 96   | 80   | 68   | 59   | 111  |

|  |